# Il Muto
Il Muto è un'opera immaginaria di Albrizio, scritta da Andrew Lloyd Webber, che appare nel musical The Phantom of the Opera. L'opera fittizia è presumibilmente una parodia dell'opera di Wolfgang Amadeus Mozart Le nozze di Figaro.

## Nel musical
L'opera viene messa in scena poco prima del termine del primo atto, subito dopo il ritorno di Christine Daaé dal rifugio del Fantasma: questi ha inviato agli impresari André e Firmin le istruzioni su come allestire l'opera, pretendendo che il palco numero 5 sia lasciato vuoto e a sua disposizione e che Christine interpreti il ruolo della protagonista, la Contessa, mentre la parte del servo muto andrà alla rivale Carlotta; in caso contrario, accadrà un "disastro oltre ogni immaginazione". Carlotta, oltraggiata, minaccia di lasciare il teatro, ma i due impresari la convincono con mille moine a rimanere, affidando a lei la parte della Contessa (brano: Primadonna).
L'opera va dunque in scena, ma viene interrotta poco dopo l'inizio dal Fantasma, furibondo per non aver visto le sue richieste soddisfatte. Carlotta lo ignora e riprende a cantare, ma con un trucco il Fantasma fa in modo che la donna gracidi come una ranocchia. Lo spettacolo viene prontamente interrotto per essere ripreso a ruoli invertiti; per intrattenere il pubblico è portato in scena il balletto del terzo atto: è a quel punto che il Fantasma uccide George Bouquet mediante impiccagione, scaraventando il suo corpo sul palco.
Nel caos che ne consegue Christine viene portata da Raoul sul tetto dell'Opéra Garnier: qui il giovane le dichiara il suo amore, ricambiato. Il Fantasma spia la loro conversazione e, affranto, giura vendetta. Il Muto viene riportata in scena con Christine nei panni della Contessa, ma a quel punto il Fantasma fa precipitare sul palcoscenico il lampadario del Teatro. In questo modo si conclude il primo atto.

## Trama
Una ricca contessa ha una relazione clandestina con un paggio muto di nome Serafimo. Per sfuggire all'ira del marito, la Contessa fa vestire Serafimo come una delle sue ancelle. Tuttavia suo marito Don Attilio sospetta l'inganno: fingendo di lasciare il paese, si nasconde dietro a un pannello nella stanza della moglie.
La contessa, credendo il marito lontano, rimuove il costume femminile di Serafimo e lo bacia, ridendo della stoltezza del marito che a sua insaputa la sta spiando. Quest'aria, simile al Mein Herr Marquis de Die Fledermaus, simula delle risate. Il resto dell'atto è sconosciuto; non è nota la trama del secondo atto e degli eventuali atti dopo il terzo.
Sebbene la maggior parte della trama del terzo atto non sia nota, è caratterizza da una scena pastorale che comprende anche un balletto, la Danza del pastore.

## Cast e personaggi
- La Contessa: soprano. Interpretato da Carlotta Giudicelli.
- Serafimo: ruolo muto. Interpretato da Christine Daaé.
- Don Attilio: basso (nel film del 2004 è invece un tenore ed è interpretato da Ubaldo Piangi).

### Altri
- Gioielliere, Parrucchiere, e confidenti della contessa: baritoni e mezzosoprani
- Una cameriera: ruolo muto. Meg Giry
- Pastorelle: ballerine
- Pastore : ballerino